# Platypalpus tuomikoskii
Platypalpus tuomikoskii är en tvåvingeart som beskrevs av Chvala 1972. Platypalpus tuomikoskii ingår i släktet Platypalpus och familjen puckeldansflugor. Arten är reproducerande i Sverige. Inga underarter finns listade i Catalogue of Life.